# Málnaszöcske
A málnaszöcske (Barbitistes serricauda) a fürgeszöcskék családjába tartozó, Európában honos szöcskefaj.

## Megjelenése
A málnaszöcske testhossza a hímek esetében 1,5-2 cm, a nőstényeknél 1,7-2,4 cm, ehhez járul még a 0,8-1,1 cm-es tojócső is. Színe világos- vagy sötétzöld, sötétebb foltokkal. Gyakran sötétzöldek, majdnem feketék is lehetnek (elsősorban, de nem mindig a hímek). Hasi oldala sárga. A hímek csápjai és lábai pirosak, a sötét egyedeknél kontrasztosabb színnel. Szemeitől világos sárgás csík indul amely áthalad a fejen, a toron és a szárnyakon; gyakran a potrohon is folytatódik. A torpajzs nyereg alakú, a fej kissé keskenyebb a torpajzsnál. A hímek szárnya pikkelyszerű, vörösbarna, sárga szegéllyel. A nőstények szárnyai rövidebbek, a hátsó szélen gyakorlatilag egyenesek, zöldes vagy sárgásbarnás színűek. A hímek potrohfüggelékei (cercus) S alakúak, nyugalmi állapotban végük átfed. A nőstények tojócsöve csak az utolsó harmadban hajlik felfelé, a végén erősen fűrészes.
Éneke ultrahangdetektor nélkül alig hallható halk cirpelések rövid sorozata (strófa), melyek 2-3 másodperces szünetekkel követik egymást. Egy strófában 3-6 kattogás hallható.

### Hasonló fajok
Az északi málnaszöcske hasonlít hozzá.  A nőstények a tarszákkal (Isophya ssp) is összetéveszthetők. 

## Elterjedése
Közép- és Kelet-Európában honos. Délnyugaton a Pireneusokig, északon Belgiumig, Észak-Németországig és Lengyelországig, keleten a Fekete-tengerig elterjedt. Magyarországon csak a Dunántúlon él (pl. Alpokalja, Budapest környéke).

## Életmódja
Lombos (ritkábban tűlevelű) erdők szélein, tisztásokon, bozótosokban, sövényeken él. Inkább a bokrok és fák lombján tartózkodik, a gyepszintben csak a lárvákkal lehet találkozni tavasszal. 
Az imágók július elejétől október közepéig láthatóak. Naplementekor és éjjel aktívak. A nőstények fák kérge alá rakják petéiket, ahol azok 2-3 évig is megmaradhatnak. Nehéz észrevenni őket, mert cirpelésük alig hallható és többnyire a fákon tartózkodnak. Keresésükben ultrahangdetektor segíthet, vagy viharok után a fákról leesett példányokkal lehet találkozni.  
Magyarországon nem védett.

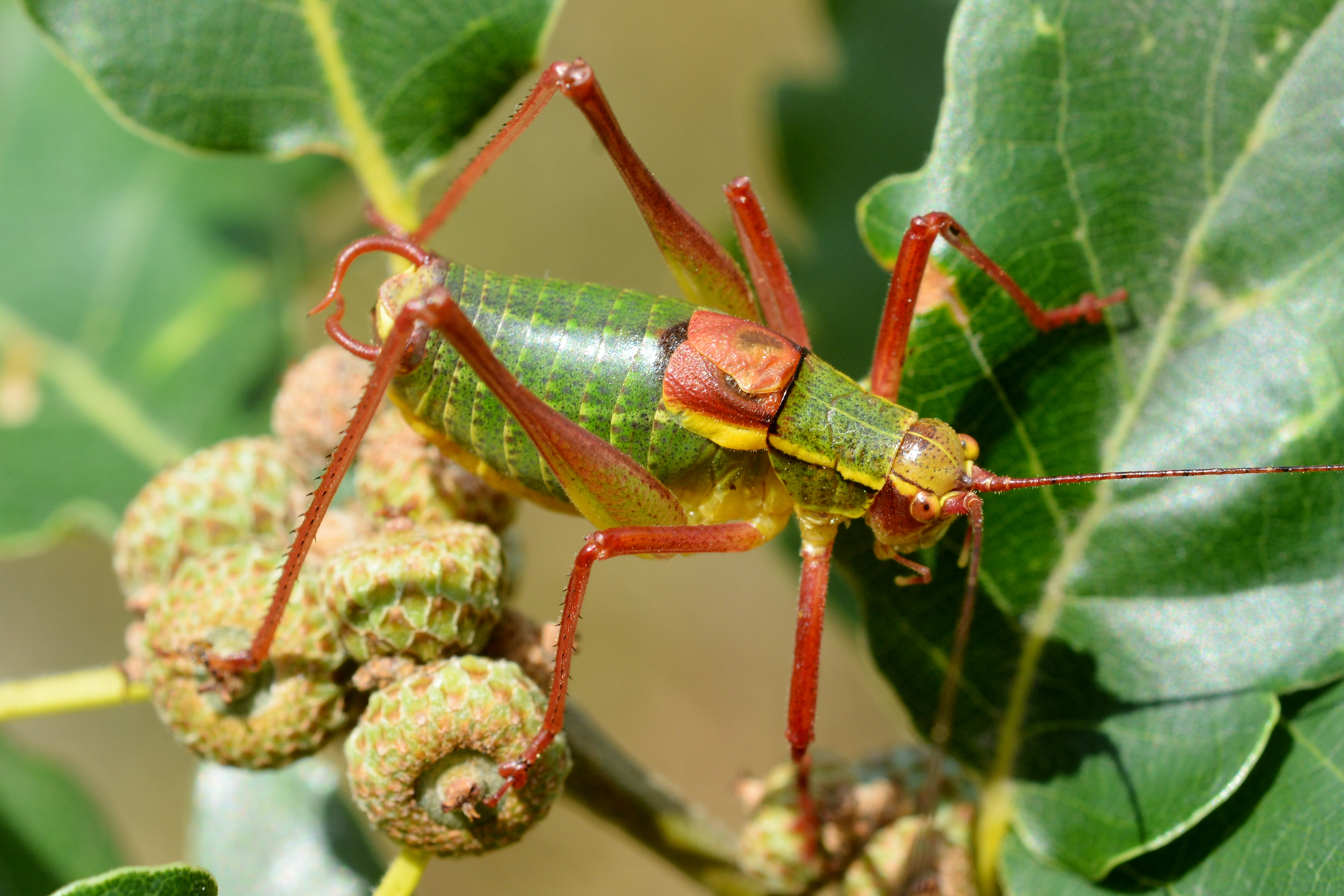
Hím
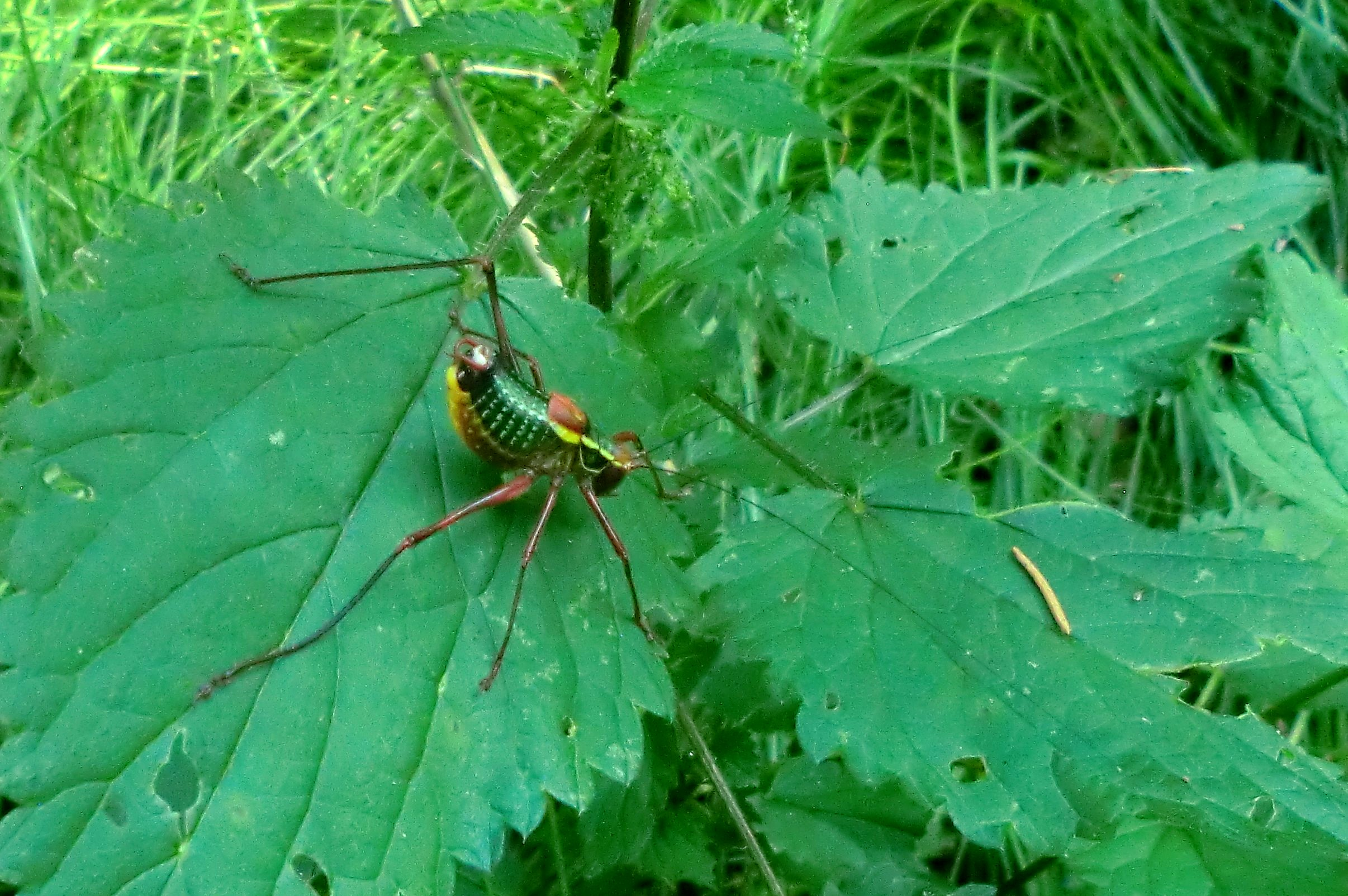
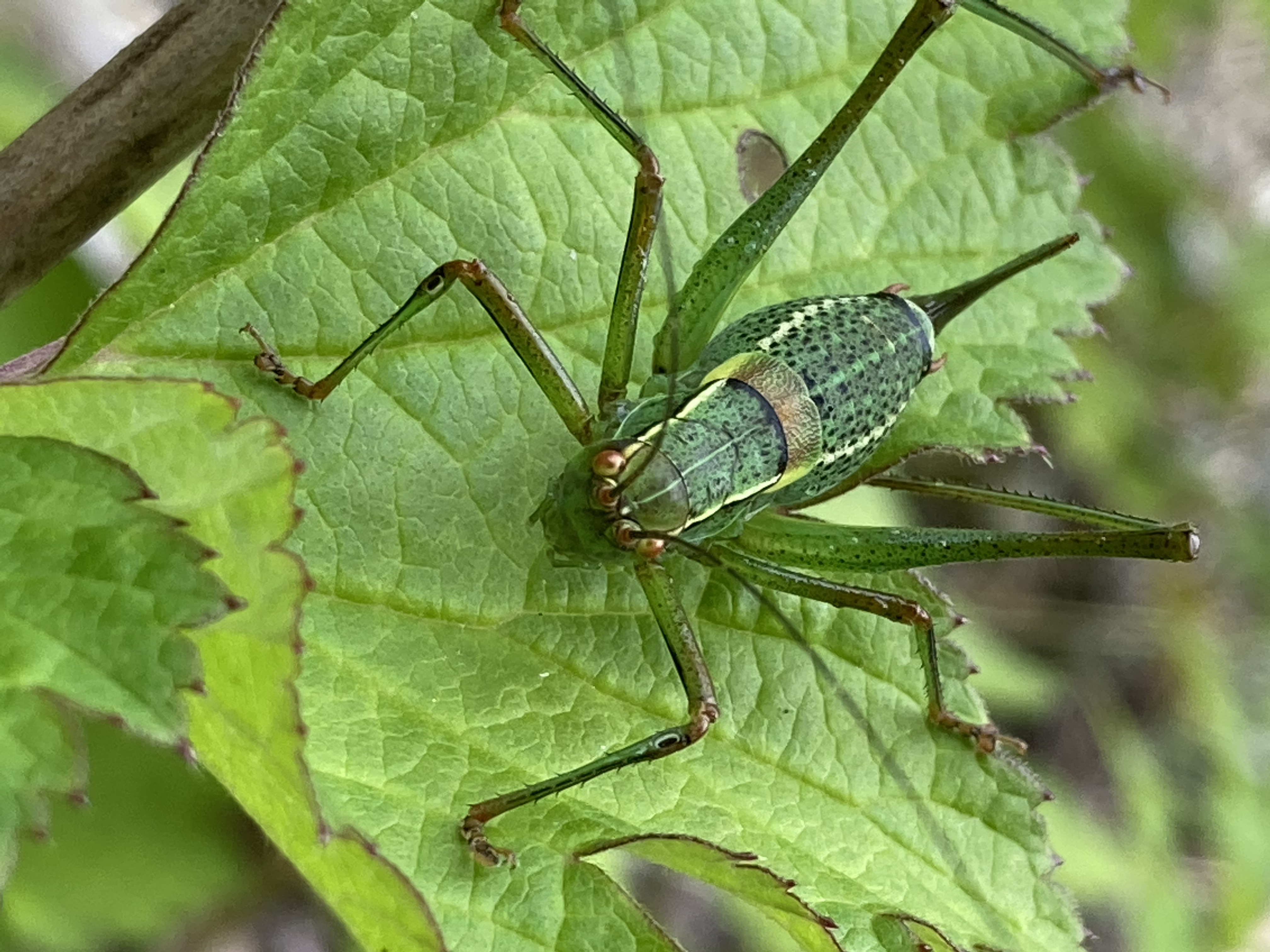
Nőstény
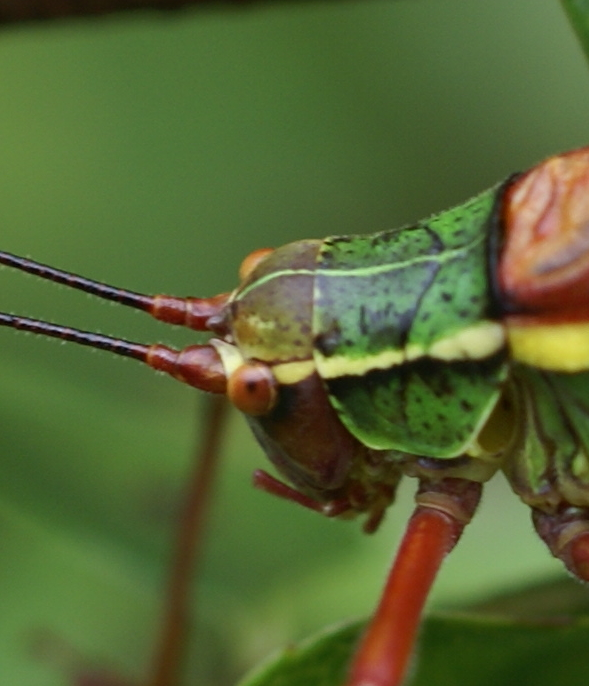
Feje
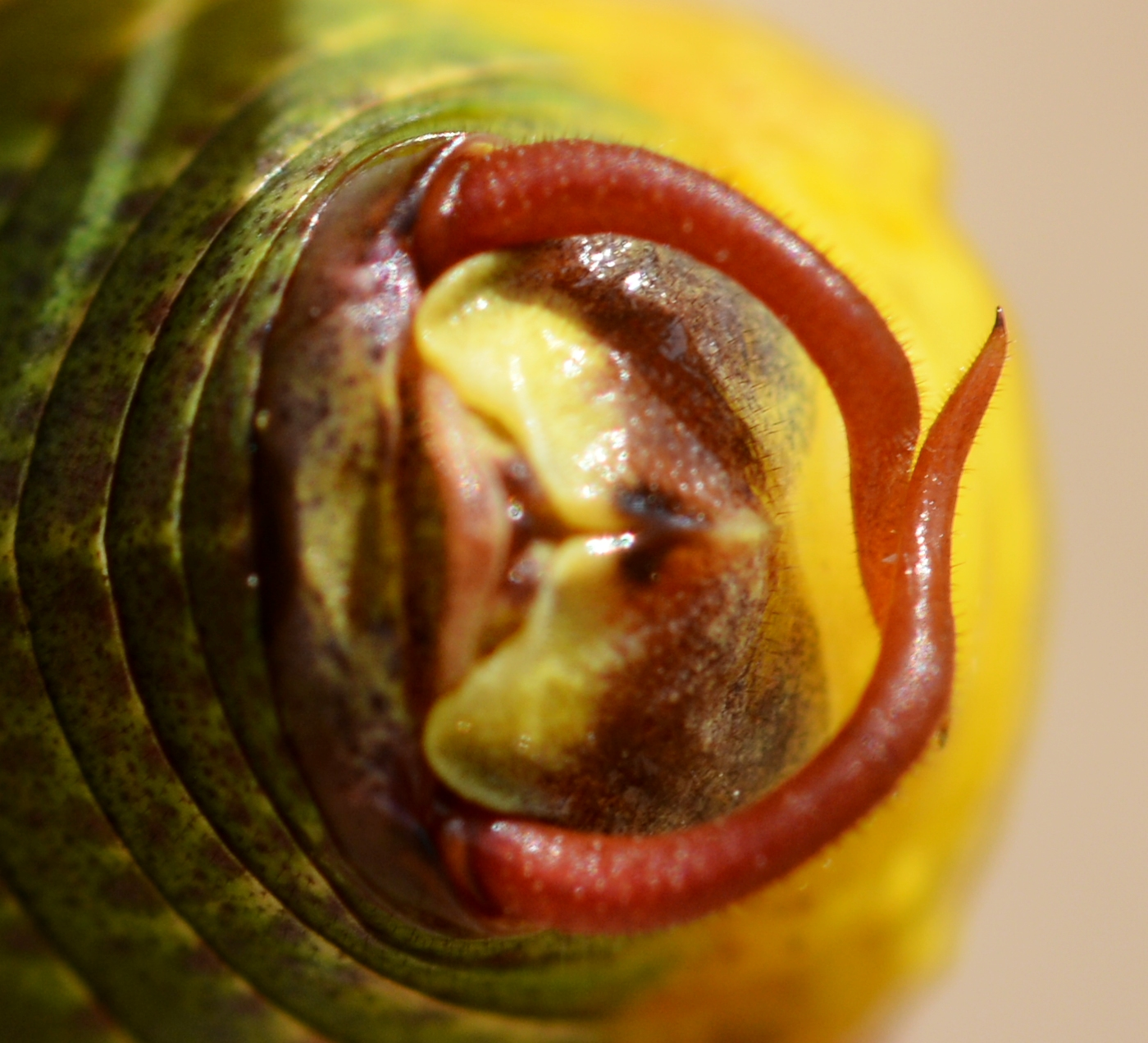
A hím potrohfüggelékei